# 1736
Évszázadok: 17. század – 18. század – 19. század
Évtizedek: 1680-as évek – 1690-es évek – 1700-as évek – 1710-es évek – 1720-as évek – 1730-as évek – 1740-es évek – 1750-es évek – 1760-as évek – 1770-es évek – 1780-as évek
Évek: 1731 – 1732 – 1733 – 1734 –  1735 – 1736 – 1737 – 1738 – 1739 – 1740 – 1741

## Események

### Határozott dátumú események
- február 12. – Mária Terézia és Lotaringiai Ferenc esküvője.[1]
- május 2. – I. Mahmud oszmán szultán hadat üzen Oroszországnak; válaszul Anna cárnő sereget küld a dunai fejedelemségekbe.(wd)[2]

### Határozatlan dátumú események
- Apor Péter befejezi Metamorphosis Transylvaniae című művét.[3]

## Születések
- január 19. – James Watt, skót feltaláló († 1819)
- január 25. – Joseph Louis Lagrange, francia matematikus († 1813)
- február 3. – Johann Georg Albrechtsberger, osztrák zeneszerző, orgonista, zenetudós, zenetanár († 1809)
- február 15. – Horányi Elek, piarista szerzetes, történész († 1809)
- október 27. – James Macpherson, skót költő, az Osszián-énekek szerzője († 1796)
- november 30. – File András, bölcsészdoktor, jezsuita rendi pap, tanár, költő († 1792)
- december 11. – Rákóczi Mária Erzsébet II. Rákóczi Ferenc unokája, vizitációs rendi nővér († 1780)

## Halálozások
- március 16. – Giovanni Battista Pergolesi, olasz zeneszerző (* 1710)
- március 20. – III. Abbász, perzsa sah (* 1732)
- április 21. – Savoyai Jenő, osztrák császári hadvezér (* 1663)
- július 1. – III. Ahmed, az Oszmán Birodalom 24. szultánja (* 1673)
- szeptember 16. – Daniel Gabriel Fahrenheit német fizikus (* 1686)
- december 10. – António Manuel de Vilhena portugál johannita lovag, a Máltai lovagrend nagymestere (* 1663)
- december 26. – Antonio Caldara olasz barokk zeneszerző, aki élete jelentős részét Bécsben töltötte (* 1670 vagy 1671)